# Wolfsland: Der steinerne Gast
Der steinerne Gast ist ein deutscher Fernsehfilm von Max Zähle aus dem Jahr 2018. Es handelt sich um den dritten Filmbeitrag der ARD-Kriminalfilmreihe Wolfsland mit Götz Schubert und Yvonne Catterfeld in den Hauptrollen. In tragenden Rollen sind Renate Krößner, Jan Krauter, Jan Dose, Johannes Zirner und Cornelia Ivancan besetzt. 

## Handlung

### Haupthandlung
Bei Sanierungsarbeiten in einem alten Haus finden Bauarbeiter die Leiche eines Mannes. Die Kriminalhauptkommissare Viola Delbrück und Butsch Schulz werden gerufen. Der Kriminaltechniker schätzt das Alter der Leiche auf 400 Jahre und tauft das Opfer „Götzi“, angelehnt an Ötzi und die Stadt Görlitz, den Handlungsort der Serie. Als sich Delbrück genauer umsieht, findet sie noch eine zweite, wesentlich jüngere Leiche. Anhand einer gefundenen Tankquittung vom 8. Juni 2012 vermutet sie, dass der Mann vor sechs Jahren erschossen worden sein dürfte. Als Butsch das Datum hört, schrickt er zusammen, und Delbrück erfährt, dass es vor einigen Jahren einen unaufgeklärten Raubmord gab. Da man den Überfall einer russischen Räuberbande zuordnete, wurde der Fall abgeschlossen. Der überfallene Juwelier hatte einen der maskierten Täter angeschossen, bevor er selbst getötet wurde; das Projektil bei der jetzt gefundenen Leiche stammt nachweislich aus der Waffe des Juweliers.
So wird der alte Fall wieder aufgerollt, und Butsch muss sich eingestehen, seinerzeit nicht gründlich genug ermittelt zu haben. Delbrück hat auch gleich einen Ermittlungsansatz, denn nach Aussage von Vera Holzner, der Witwe des Juweliers, hatten sie seinerzeit gerade beschlossen, eine Überwachungsanlage im Geschäft einbauen zu lassen, die aber zum Zeitpunkt des Überfalls erst in der Planung war. Diese Spur führt zu Maik Pilnjak, einem ehemaligen Mitarbeiter der damals beauftragten Sicherheitsfirma. Doch ehe die Ermittler ihn ausfindig machen können, wird er von Timo Klein, seinem damaligen Komplizen, niedergestochen. Aufgrund des Leichenfundes befürchtet Klein jetzt, nach über fünf Jahren enttarnt zu werden. Er will sich aber nicht nur die Beute allein sichern, sondern auch um jeden Preis unerkannt bleiben, denn er ist der Schwiegersohn des Juweliers. Seine Frau ahnt nichts von seiner Vergangenheit, und das will er unbedingt bewahren. Doch Pilnjak ist nicht sofort tot; nachdem Klein die Flucht ergriffen hat, schleppt er sich mit letzter Kraft bis in den Juwelierladen. Dort kann er Vera Holzner noch etwas zuflüstern, ehe er tot zu Boden sinkt. Timo Klein muss erneut handeln. Er versteckt die Pistole vom Überfall und das gegen Pilnjak benutzte Messer bei dessen Mitbewohner Kevin Aulich. Dieser beteuert, von nichts zu wissen, und sich nicht darum gekümmert zu haben, was Pilnjak so alles getrieben habe. Delbrück und Butsch haben berechtigte Zweifel, dass Aulich der dritte Komplize ist, denn die Täterbeschreibung passt so gar nicht auf den korpulenten Mann.
Timo Klein sieht sich gezwungen, auch noch seine Schwiegermutter aus dem Weg zu räumen, weil er mitbekommen hat, dass sie irgendetwas weiß. Er versucht, sie zu vergiften, indem er die von ihm gekochten Spaghetti und den dazu gereichten Sekt präpariert. Vera Holzner bemerkt dies rechtzeitig und mischt gemeinsam mit ihrer Tochter Susanne den Giftcocktail bestehend aus Botox, Herztropfen und Fingerhut unter sein Essen. Durch Butschs rechtzeitiges Erscheinen kann Klein erst einmal in die Klinik gebracht werden, doch der Rechtsmediziner Böhme räumt bei ihm keine großartigen Überlebenschancen ein. Da Butsch ebenfalls von dem vergifteten Sekt getrunken hat, muss auch er ärztlich behandelt werden. Vera Holzner und ihre Tochter werden wegen versuchter Tötung an Klein festgenommen.

### Parallelhandlung
Viola Delbrück stellt fest, dass sich ihr Mann immer noch in Görlitz befindet und sie offensichtlich heimlich beobachtet. Ständig fühlt sie sich verfolgt und geht ihrerseits zum „Gegenangriff“ über, indem sie nach ihm sucht. Auch ihrem Kollegen Butsch ist das nicht entgangen, und er versucht, sie vor ihm zu beschützen. Er spürt, dass Björn Delbrück eine Gefahr darstellt. Doch leider passt er nicht gut genug auf, denn eines Abends entführt Delbrück seine Frau und inszeniert eine „Abschiedsvorstellung“. Er meint, sie nicht gehen lassen zu können, und versucht, sie mit einem Messer umzubringen. Glücklicherweise kann Viola Delbrück sich zur Wehr setzen und ihm ihrerseits ein Messer in den Bauch rammen.

## Dreharbeiten, Veröffentlichung
Der steinerne Gast wurde in Görlitz und Umgebung gedreht und am 24. Mai 2018 zur Hauptsendezeit im Programm der ARD Das Erste erstausgestrahlt.

## Kritik
Tilmann P. Gangloff meinte bei tittelbach.tv: Mit dieser dritten Episode habe sich die Wolfsland-Reihe „endgültig als ernstzunehmende Ergänzung zu den Auslandskrimireihen im Ersten etabliert.“ „Diesmal passt alles zusammen: die Bildsprache zur Geschichte, die beiden gegensätzlichen Hauptfiguren zueinander, die horizontale Handlung zum konkreten Fall“ und „die Spannung ist deutlich höher als in den meisten anderen Donnerstagsreihen.“
Bei Quotenmeter.de wertete Sidney Schering: „Generisch sind in diesem Fernsehkrimi nur eine Handvoll Grundzutaten. Im Hinblick darauf, dass das Programm des Ersten solche Alltagskrimis in Hülle und Fülle anbietet, ist dies per se eine begrüßenswerte Entwicklung, werden so doch auch mal wieder Publikumsteile angesprochen, die sich an Krimis der Sorte Vollmilch längst satt gegessen haben.“
Harald Keller urteilte für die Frankfurter Rundschau: „Die Kriminalerzählung ist vollends gegenwärtig und wird zu nicht geringem Teil von starken Charakteren getragen. Neuwöhner und Poser können sich sogar erlauben, den Täter relativ früh preiszugeben. Spannung lassen sie entstehen aus dem Wettlauf zwischen den Ermittlern und dem Verbrecher, der in heller Panik versucht, alle Hinweise auf seine Person zu beseitigen, wobei er vor Mord nicht zurückschreckt.“
Die Kritiker der Fernsehzeitschrift TV Spielfilm vergaben die bestmögliche Wertung (Daumen nach oben) und schrieben: „Hier wächst zusammen, was zusammengehört.“

## Verweise
- Wolfsland: Der steinerne Gast bei Fernsehserien.de
- Wolfsland: Der steinerne Gast  bei crew united
- Wolfsland: Der steinerne Gast bei IMDb